# Ronde van Spanje 2009/Dertiende etappe
De dertiende etappe van de Ronde van Spanje 2009 werd verreden op 12 september 2009. Het was een bergetappe over 172 kilometer van Berja naar Sierra Nevada. Onderweg moesten er 5 cols beklommen worden. De etappe werd gewonnen door de Fransman David Moncoutié. De leider in het bergklassement reed de hele etappe in de aanval en liet zijn twee medevluchters achter op de slotklim. Bij de favorieten verloor Cadel Evans door een lekke band een minuut ten opzichte van Valverde.

## Uitslagen
| Uitslag etappe | Uitslag etappe     | Uitslag etappe     | Uitslag etappe    | Uitslag etappe |
| rang           | renner             | land               | ploeg             | tijd           |
| -------------- | ------------------ | ------------------ | ----------------- | -------------- |
| 1              | David Moncoutié    | Vlag van Frankrijk | Cofidis           | 5:09.22        |
| 2              | Ezequiel Mosquera  | Vlag van Spanje    | Xacobeo-Galicia   | + 52"          |
| 3              | Alejandro Valverde | Vlag van Spanje    | Caisse d'Epargne  | + 1' 16"       |
| 4              | Robert Gesink      | Vlag van Nederland | Rabobank          | + 1' 17"       |
| 5              | Ivan Basso         | Vlag van Italië    | Liquigas          | z.t.           |
| 6              | Samuel Sanchez     | Vlag van Spanje    | Euskaltel-Euskadi | + 1' 37"       |
| 7              | Joaquim Rodríguez  | Vlag van Spanje    | Caisse d'Epargne  | + 2' 09"       |
| 8              | Cadel Evans        | Vlag van Australië | Silence-Lotto     | + 2' 24"       |
| 9              | Paolo Tiralongo    | Vlag van Italië    | Lampre            | + 2' 31"       |
| 10             | Amaël Moinard      | Vlag van Frankrijk | Cofidis           | + 3' 37"       |

| Algemeen klassement | Algemeen klassement | Algemeen klassement       | Algemeen klassement | Algemeen klassement |
| rang                | renner              | land                      | ploeg               | tijd                |
| ------------------- | ------------------- | ------------------------- | ------------------- | ------------------- |
|                     | Alejandro Valverde  | Vlag van Spanje           | Caisse d'Epargne    | 56u 23' 08"         |
| 2                   | Robert Gesink       | Vlag van Nederland        | Rabobank            | + 27"               |
| 3                   | Ivan Basso          | Vlag van Italië           | Liquigas            | + 1' 02"            |
| 4                   | Samuel Sanchez      | Vlag van Spanje           | Euskaltel-Euskadi   | + 1' 32"            |
| 5                   | Cadel Evans         | Vlag van Australië        | Silence-Lotto       | + 1' 33"            |
| 6                   | Ezequiel Mosquera   | Vlag van Spanje           | Xacobeo-Galicia     | + 2' 06"            |
| 7                   | Joaquim Rodríguez   | Vlag van Spanje           | Caisse d'Epargne    | + 5' 02"            |
| 8                   | Paolo Tiralongo     | Vlag van Italië           | Lampre              | + 5' 33"            |
| 9                   | Tom Danielson       | Vlag van Verenigde Staten | Garmin-Slipstream   | + 6' 52"            |
| 10                  | Daniel Navarro      | Vlag van Spanje           | Astana              | + 8' 21"            |

## Nevenklassementen
| Puntenklassement | Puntenklassement   | Puntenklassement   | Puntenklassement  | Puntenklassement |
| rang             | renner             | land               | ploeg             | punten           |
| ---------------- | ------------------ | ------------------ | ----------------- | ---------------- |
|                  | André Greipel      | Vlag van Duitsland | Team Columbia-HTC | 74 (*)           |
| 2                | Alejandro Valverde | Vlag van Spanje    | Caisse d'Epargne  | 68               |
| 3                | Robert Gesink      | Vlag van Nederland | Rabobank          | 58               |

| Bergklassement | Bergklassement     | Bergklassement     | Bergklassement | Bergklassement |
| rang           | renner             | land               | ploeg          | punten         |
| -------------- | ------------------ | ------------------ | -------------- | -------------- |
|                | David Moncoutié    | Vlag van Frankrijk | Cofidis        | 160            |
| 2              | David De La Fuente | Vlag van Spanje    | Fuji-Servetto  | 83             |
| 3              | Pieter Weening     | Vlag van Nederland | Cofidis        | 60             |

| Combinatieklassement | Combinatieklassement | Combinatieklassement | Combinatieklassement | Combinatieklassement |
| rang                 | renner               | land                 | ploeg                | punten               |
| -------------------- | -------------------- | -------------------- | -------------------- | -------------------- |
|                      | Alejandro Valverde   | Vlag van Spanje      | Caisse d'Epargne     | 11                   |
| 2                    | Robert Gesink        | Vlag van Nederland   | Rabobank             | 12                   |
| 3                    | Cadel Evans          | Vlag van Australië   | Silence-Lotto        | 21                   |

| Ploegenklassement | Ploegenklassement | Ploegenklassement   | Ploegenklassement | Ploegenklassement |
| rang              | ploeg             | land                | tijd              |                   |
| ----------------- | ----------------- | ------------------- | ----------------- | ----------------- |
|                   | Caisse d'Epargne  | Vlag van Spanje     | 169u 16' 22"      |                   |
| 2                 | Astana            | Vlag van Kazachstan | + 23' 06"         |                   |
| 3                 | Xacobeo-Galicia   | Vlag van Spanje     | + 23' 27"         |                   |

(*): André Greipel kreeg 25 strafpunten omdat hij buiten tijd was aangekomen

## Opgaves
- Rinaldo Nocentini (ag2r Prévoyance)
- Franck Bouyer (Bbox Bouygues Télécom)
- Simon Gerrans (Cervélo)
- Dominique Rollin (Cervélo)
- Sébastien Chavanel (La Française des Jeux)
- Eros Capecchi (Fuji-Servetto)
- Davide Vigano (Fuji-Servetto)
- Tom Boonen (Quick Step)
- Óscar Freire (Rabobank)
- Björn Schröder (Team Milram)

1e etappe ·
2e etappe ·
3e etappe ·
4e etappe ·
5e etappe ·
6e etappe ·
7e etappe ·
8e etappe ·
9e etappe ·
10e etappe ·
11e etappe ·
12e etappe ·
13e etappe ·
14e etappe ·
15e etappe ·
16e etappe ·
17e etappe ·
18e etappe ·
19e etappe ·
20e etappe ·
21e etappe
Startlijst · Eindstanden · Afbeeldingen
 winnaars · rode trui · 
 puntenklassement · 
 bergklassement · 
 combinatieklassement · 
 jongerenklassement · 
 ploegenklassement · 
 strijdlust

 Belgische leiderstruidragers · etappewinnaars

 Nederlandse leiderstruidragers · etappewinnaars
1935 · 1936 · 1937 · 1938 · 1939 · 1940 · 1941 · 1942 · 1943 · 1944 · 1945 · 1946 · 1947 · 1948 · 1949 · 1950 · 1951 · 1952 · 1953 · 1954 · 1955 · 1956 · 1957 · 1958 · 1959 · 1960 · 1961 · 1962 · 1963 · 1964 · 1965 · 1966 · 1967 · 1968 · 1969 · 1970 · 1971 · 1972 · 1973 · 1974 · 1975 · 1976 · 1977 · 1978 · 1979 · 1980 · 1981 · 1982 · 1983 · 1984 · 1985 · 1986 · 1987 · 1988 · 1989 · 1990 · 1991 · 1992 · 1993 · 1994 · 1995 · 1996 · 1997 · 1998 · 1999 · 2000 · 2001 · 2002 · 2003 · 2004 · 2005 · 2006 · 2007 · 2008 · 2009 · 2010 · 2011 · 2012 · 2013 · 2014 · 2015 · 2016 · 2017 · 2018 · 2019 · 2020 · 2021 · 2022 · 2023 · 2024 · 2025